# Heinz Theo Branding
Heinz Theo Branding (* 4. Februar 1928 in Bielefeld; † 4. Mai 2013 in Löhne) war ein deutscher Schauspieler und Synchronsprecher.

## Leben
Heinz Theo Branding begann seine künstlerische Laufbahn als Theaterschauspieler am Theater Bielefeld. Es folgten zahlreiche Engagements an anderen deutschsprachigen Bühnen, so u. a. auch an den Staatlichen Schauspielbühnen Berlin.
Seit Anfang der 1960er Jahre wirkte er auch als Darsteller in Film und Fernsehen mit. Dabei spielte er ebenso in Verfilmungen von Bühnenvorlagen wie Eugene O’Neills Der Eismann kommt oder als Malvolio in Viola und Sebastian nach Shakespeares Was ihr wollt, in ambitionierten Fernsehfilmen Es geht seinen Gang oder Mühen in unserer Ehe nach Erich Loest (1981, Drehbuch: Ulrich Plenzdorf) und Fremdes Land oder Als die Freiheit noch zu haben war nach Arno Surminski (1982), Kinokomödien wie Helmut Käutners Bel Ami (1968) und Walter Roderers Ein Schweizer namens Nötzli (1988) sowie Gastrollen in Fernsehserien wie St. Pauli-Landungsbrücken und Die schöne Marianne.
Daneben war Branding seit 1970 umfangreich in der Synchronisation tätig (1231 Sprecherrollen) und lieh seine Stimme Schauspielkollegen wie Ed Asner (in dessen Serie Lou Grant), Richard Attenborough (in Unternehmen Rosebud), Ernest Borgnine (in Die Odyssee der Neptun), Bud Spencer (in Vier Fliegen auf grauem Samt), Robbie Coltrane (in Kenneth Branaghs Heinrich V.), Brian Dennehy (als Gegenspieler von Rambo), Charles Durning (u. a. in Der Clou), Denholm Elliott (in Zeit der Dunkelheit), Will Geer (als Großvater der Waltons), Anthony Hopkins (in Der Bunker), Bob Hoskins (in Der Honorarkonsul), Robert Morley (in In 80 Tagen um die Welt), Bletch (das Walross in Meet the Feebles), Philippe Noiret (in Marie Curie) und Keenan Wynn (als Digger Barnes in Dallas).
Er synchronisierte immer wieder kleinere Nebenrollen in Serien, wie Hawaii 5-0, Dallas, Bonanza, Vegas, Ein Colt für alle Fälle, Gnadenlose Stadt, Magnum, Der Denver-Clan, Hotel, Drei Engel für Charlie, M*A*S*H, The Real Ghostbusters, MacGyver oder Hart aber herzlich.
Populär wurde er nach dem Tod Eduard Wandreys als zweiter regelmäßiger deutscher Sprecher des Fred Feuerstein. Er sprach auch in den Benjamin-Blümchen-Hörspielfolgen „Der Weihnachts-Traum“ (Folge 52) und „Benjamin Blümchen und der Weihnachtsmann“ (Folge 73) den Weihnachtsmann. In der französischen Zeichentrickserie „Es war einmal das Leben“ sprach Branding den Maestro und in einzelnen Folgen der Zeichentrickserie „Ducktales – Neues aus Entenhausen“ übernahm er einige Sprechrollen.
Branding zog sich Anfang des neuen Jahrtausends aus der Synchronbranche zurück. Seine wahrscheinlich letzte Rolle als Synchronsprecher war der Gastauftritt von Burt Young in der Serie Die Sopranos. Die Episode wurde im Juni 2002 erstmals in Deutschland ausgestrahlt.
Nach dem Tod seiner ersten Frau im Jahr 1999 heiratete Heinz Theo Branding erneut und zog ins ostwestfälische Löhne. Seine beiden Kinder stammen aus der ersten Ehe.
Heinz Theo Branding starb am 4. Mai 2013. Seine Urne wurde im Friedwald Kalletal bestattet.

## Filmografie (Auswahl)
- 1963: Am Herzen kann man sich nicht kratzen
- 1963: Hafenpolizei: Mord an Bord
- 1966: Standgericht
- 1968: Bel Ami
- 1968: Der Eismann kommt
- 1972: Viola und Sebastian
- 1973: Hamburg Transit: Sein letzter Drink
- 1974: Die schöne Marianne: Das Duell
- 1976: Direktion City
- 1979: St. Pauli-Landungsbrücken – Der Italiener
- 1981: Es geht seinen Gang oder Mühen in unserer Ehe
- 1982: Fremdes Land oder Als die Freiheit noch zu haben war
- 1988: Ein Schweizer namens Nötzli

## Synchronsprecherrollen (Auswahl)
David Huddleston
- als Doc Scully in Bonanza (1959–1973) in Episode „Joe in Lebensgefahr“ (Staffel 13)
- als Vincent Rhoads in Hawaii Fünf-Null (1968–1980) in Episode „Der letzte Schachzug“ (Staffel 8)
- als Capt. McBride in Zwei außer Rand und Band (1976)
- als Diamond Jim O’Neill in Vegas (1978–1981) in Episode „Das Kreuz von Caceres“ (Staffel 2)

Andrew Duggan
- als Professor in Die Wiege des Bösen (1974)
- als Loring Nichols in Hart aber herzlich (1979–1984) in Episode „Eine aufregende Party“ (Staffel 4)

Charles Durning
- als Kapitän Pruss in Die Hindenburg (1975)
- als Ed Healey in Der Preis der Macht (1976)

Michael V. Gazzo
- als Lobo in Ein Mann räumt auf (1979)
- als Ricco in Ein Colt für alle Fälle (1981–1986) [1. Synchro (ZDF)] in Episode „Howie im Ring“ (Staffel 1)

Stephen Elliott
- als Admiral Wheeler in Magnum (1980–1988) [2. Synchro (RTL 1996)] in Episode „Das Seemannsgrab“ (Staffel 3)
- als Gilmore Yates in Sledge Hammer (1986–1988) in Episode „Von altem Schrot und Korn“ (Staffel 1)

Jack Elam
- als Dr. Nikolas Van Helsing in Auf dem Highway ist die Hölle los (1981)
- als Jason Fitch in Die glorreichen Neun (1988)

Ed Asner
- als Capt. Dennis Connolly in The Bronx (1981)
- als Guy Bannister in JFK – John F. Kennedy – Tatort Dallas (1991)

Brian Dennehy
- als Sheriff Will Teasle in Rambo (1982)
- als Paul Hobart in Das Rattennest (1988)

Dana Elcar
- als Michael in Jungle Fever (1984)
- als Burton Schuyler in Solo für 2 (1984)

Burt Young
- als Andrews in Blood Red – Stirb für dein Land (1989)
- als Bobby 'Bacala' Baccalieri, Sr. in Die Sopranos (1999–2007) in Episode „Vom Tod gezeichnet“ (Staffel 3)

### Sprechrollen (Filme)
- Bombolo als Venticello (Hosenjodler) in Der Superbulle schlägt wieder zu (1977)
- Art Carney als Harry Truman in Mount St. Helens – Der Killervulkan (1981)
- Luciano Pigozzi als Prof. Greenwater in Fluch des verborgenen Schatzes (1982)
- John Vernon als Lieutenant Girvetz in Nackte Sünde (1991)
- M. Emmet Walsh als Chief Gallagher in Serpico (1973)
- Jackie Cooper als Perry White in Superman (1978) [1. Synchro (Kinoversion)], Superman 2 – Allein gegen Alle (1980)
- Scatman Crothers als Earl in Zwei vom gleichen Schlag (1983)
- Severn Darden als Kolp in Die Schlacht um den Planet der Affen (1973)
- Thayer David als Otto Nurder in Unter Wilden (1972) [Synchro (1987)]
- Michel Galabru als Achille in Der Puppenspieler (1980)
- Hoyt Axton als Randall Peltzer in Gremlins – Kleine Monster (1984)
- Makoto Iwamatsu als Zauberer / Erzähler in Conan, der Barbar (1982)
- Alan North als Lt. Frank Moran in Highlander – Es kann nur einen geben (1986)
- R.G. Armstrong als Diehl in Kinder des Zorns (1984)
- Georges Audoubert als Anselme in Louis, der Geizkragen (1979) [1. Synchro (Kinoversion 1980)]
- Thomas Barbour als Richter Charles Lowell in Suspect – Unter Verdacht (1987)
- Rik Battaglia als Jim Hall in Wolfsblut (1973)
- Ned Beatty als Martin Dardis in Die Unbestechlichen (1976)
- Van Johnson in Das Concorde-Inferno als Captain Scott (1979)
- Jeff Beck als Investment Banker in Wall Street (1987)
- Ralph Bellamy als Randolph Duke in Der Prinz aus Zamunda (1988)
- Ken Boyle als Der Sektenführer in Der Rechte Arm der Götter – Armour of God (1986)
- Tony Burton als Tony 'Duke' Evers in Rocky 4 – Der Kampf des Jahrhunderts (1985)
- George Carlin als Ralph in Geld stinkt nicht (1990)
- Royce Clark als Sheriff in Renegade – Terence Hill und der faulste Gaul der Welt (1987)
- Robbie Coltrane als Falstaff in Heinrich V. (1989)
- Giuseppe Diamanti als Adolf Hitler in Onkel Addi (1978)
- Ku Feng als Samurai Killer in Die Bande des gelben Drachen (1972)
- Mario Gallo als Chifano in Die Rückkehr der Ninja (1983)
- Henri Génès als Polizist in Louis und seine außerirdischen Kohlköpfe (1981)
- Alec Guinness als Adolf Hitler in Hitler – Die letzten zehn Tage (1973)
- Richard Hamilton als Georgie in Silkwood (1983)
- Isaac Hayes als Lee in Zwei Fäuste des Himmels (1974)
- Lance Henriksen als Der König in Super Mario Bros. (1993)
- Erik Holland als Dr. Gruber in Maniac Cop (1988)
- Anthony Hopkins als Adolf Hitler in Der Bunker (1981) [1. Synchro (1981)]
- Wang-Chung Hsin als Onkel Wang in Die Todeskralle schlägt wieder zu (1972) [1. Synchro]
- John Hurt als Mann mit Alien im Bauch (Kane) in Spaceballs - Mel Brooks’ verrückte Raumfahrt (1987)
- Freddie Jones als Dallben in Taran und der Zauberkessel (1985)
- James Earl Jones (als Balthasar) in Jesus von Nazareth (1977)
- Irvin Kershner als Zebedäus in Die letzte Versuchung Christi (1988)
- Lincoln Kilpatrick als Zacharias in Der Omega-Mann (1971)
- Roy Kinnear als Quincey in Ein Toller Käfer in der Rallye Monte Carlo (1977)
- Herbert Marshall als Inspektor Charas in Die Fliege  (1958)| [2. Synchro (TV 1973)]
- Alec McCowen als Q 'Algy' in Sag niemals nie (1983)
- Emilio Messina als Schläger von Ferramenti in Sie nannten ihn Plattfuß (1973)
- Ed Peck als Reiter (alt) in Das letzte Einhorn (1982)
- Tony Perez als Einwanderungsbeamter in Scarface (1983) [1. Synchro (Kino)]
- Stanley J. Reyes als Inspector Brie in Schwarzer Engel (1976)
- Rudy Ricci als Motorradfahrer/Funker in Zombie (1978)
- Will Ryan als Geist der Zukünftigen Weihnacht (Kater Karlo) in Mickys Weihnachtserzählung (1983) [1. Synchro]
- Ezio Sancrotti als Fedor in Das Geheimnis von Schloss Monte Christo (1970)
- Bud Spencer als Godfrey 'God' in Vier Fliegen auf grauem Samt (1971)
- Nigel Stock als Inspector Gates in Mord im Spiegel (1980)
- Ralph Tabakin als Radio-Kaplan in Good Morning, Vietnam (1987)
- Larry Thor als Detective Drummond in Das Raubtier (1958)
- Giorgio Trestini als Bull in Drei Vaterunser für vier Halunken (1972)
- Peter Vaughan als Tom Hedden in Wer Gewalt sät... (1971)
- Peter Vere-Jones als Bletch, das Walross in Meet the Feebles (1989)
- Nino Vingelli als Camorra-Boss in Sie nannten ihn Plattfuß (1973)
- Ernest Whitman als Pinky in Rache für Jesse James (1940) [2. Synchro (1972)]
- James Whitworth als Jupiter in Hügel der blutigen Augen (1977)
- Chris Wiggins als Dr. Hardy in Mord an der Themse (1979)
- William Windom als Reverend Powell in Sommersby (1993)
- Charles Winninger als Washington 'Wash' Dimsdale in Der große Bluff (1939) [2. Synchro (TV)]
- Keenan Wynn als Iron John in Black Moon (1986)

### Sprecherrollen (Serien)
- Roger Carel als Maestro in Es war einmal... der Weltraum (1982), Es war einmal… das Leben (1986) und Es war einmal... Amerika (1991)
- Eugene Roche als Lt. Aloysius Jarvis in Mord ist ihr Hobby (1984–1996) [2. Synchro (RTL 1990)] in Episode „Kritiker leben gefährlich“ (Staffel 4)
- Will Geer als Großvater Zebulon (Sam) Walton in Die Waltons (1972–1981) in Staffel 1–6
- Don Messick als Scooby-Doo (2. Stimme) in Die Scooby-Doo-Show (1976–1977)
- Dale Robertson als Walter Lankershim in Der Denver-Clan (1981–1989)
- John Anderson als Gen. Addison Collins in M*A*S*H (1972–1983) in Episode „12“ (Staffel 11)
- Michael Anthony als Binks in Fünf Freunde (1978) in 2 Episoden
- Parley Baer als Grandpa in Drei Engel für Charlie in Episode „Der falsche Bräutigam“ (Staffel 4)
- Richard A. Bancroft als Richter Wallace in Der Nachtfalke (1988–1991) in Episode „Lügen haben lange Beine“ (Staffel 2)
- William Boyett als Joe Lujack in Love Boat (1977–1987) in Episode „Eine blonde diebische Elster“ (Staffel 4)
- Roscoe Lee Browne als Dr. Barnabus Foster in Die Bill Cosby Show (1984–1992) [2. Synchro (Pro 7 [1990])] in Episode „Kartenhaie & Grillparty mit Shakespeare“ (Staffel 2 & 4)
- William Bryant als Flip Johnson in Hardcastle & McCormick (1983–1986) in Episode „Der Kojote“ (Staffel 1)
- Jack Collins als Mr. Prescott in Verliebt in eine Hexe (1964–1972) in Episode „Wer wird denn in die Luft gehen?“ (Staffel 8)
- Michael Constantine als Marios Guzman in Airwolf (1984–1986) in 1 Episode
- Kevin Conway als Roscoe Martin in JAG – Im Auftrag der Ehre (1995–2005) in 1 Episode
- Steve Conway als Schankwart in Per Anhalter durch die Galaxis (1981)
- Charles Cooper als Jimmy Holland in Trio mit vier Fäusten (1984–1986) in Episode „Strapazierte Gastfreundschaft“ (Staffel 2x06)
- Bert Freed als Jessup Taylor in Trio mit vier Fäusten (1984–1986) in Episode „Der Fluch der Mary Aberdeen“ (Staffel 2x14)
- Salvatore Corsitto als Amerigo Bonasera in Der Pate: Die Saga (1977)
- Robert Costanzo als Mac Gossett in Drei Engel für Charlie in Episode „Ein Engel fährt Taxi“ (Staffel 5)
- Peter Cullen als Ede Knack in DuckTales – Neues aus Entenhausen  (1987–1990) in Episode „Ein Held zum Anfassen“
- Anthony DeFonte als Hassan in MacGyver (1985–1992) in Episode „Halt auf freier Strecke“ (Staffel 1)
- Steve Eastin als Douglas Harriman in Agentin mit Herz (1983–1987) in 1 Episode
- Al Fann als Kelly Sutton in MacGyver (1985–1992) in Episode „Der betrogene Betrüger“ (Staffel 2)
- Jude Farese als Dixie in Starsky und Hutch (1975–1979) in Episode „Jo-Jo“ (Staffel 1)
- Derek Francis als Len Hatch in Die Profis (1977–1981) in Episode „Das Ende einer Flucht“ (Staffel 5)
- John William Galt als Perrywinkle in Papermoon (1974–1975) in Episode „Erntehelfer“ (Staffel 1)
- Vincent Gardenia als Murray Melman in L.A. Law – Staranwälte, Tricks, Prozesse (1986–1994) in Staffel 4–5
- Tommy Godfrey als Jack Driscoll in Sherlock Holmes und Dr. Watson (1979–1980) in 1 Episode
- Bruce Gordon als Frank Nitti (3. Stimme (Sat.1)) in Die Unbestechlichen (1959–1963)
- Michael Graham Cox als Herward in König Arthur (1972–1973) in Episode „1 – Als Arthur starb...“
- Ronald Hines als Stanley in Die Mädchen aus dem Weltraum (1976) in 3 Episoden
- Pat Hingle als Thomas Barlett McCabe in Matlock (1986–1995) in Episode „Hinter der Maske des Weihnachtsmannes“ (Staffel 1)
- John Hoyt als Dr. Royce (OV: Boyce) in Raumschiff Enterprise (1966–1969) in 1 Episode
- Paul Humpoletz als Inspector Botham in Die Profis (1977–1981) in Episode „Der Seelentest“ (Staffel 4)
- Frederick Jaeger als Jones in Mit Schirm, Charme und Melone (1976–1977) in 1 Episode
- Morgan Jones als Sheriff in Simon & Simon (1981–1988) in Episode „Fahndung ohne Hemd und Hose“ (Staffel 3)
- Leon Lissek als Pater Sebastio in Shogun (1980)
- Robert Morley als Wentworth in In 80 Tagen um die Welt (1989) [BRD-Synchro]
- Wolfe Morris als Vitorio in Jason King (1971–1972) in Episode „Willkommen auf Capri“
- Bill Zuckert als Sheriff in Drei Engel für Charlie in Episode „Auf dem Highway sind die Engel los“ (Staffel 4)
- Vic Morrow als Mark Haines in Drei Engel für Charlie in Episode „Mord in Las Vegas“ (Staffel 3)
- Ken Olfson als Seth Corday in Drei Engel für Charlie in Episode „Engel gegen Ufo“ (Staffel 2)
- Michel Peyrelon als Dr. Hauser in Fantomas (1980) in Episode „Ein Toter mordet nicht“
- Robert Pine als Ralph Jerico in MacGyver (1985–1992) in Episode „Heiße Liebe“ (Staffel 6)
- Don Porter als Prof. Erskine Tate in Matlock in Episode „In die Falle gegangen“ (Staffel 1)
- J.A. Preston als George Messiah in 21 Jump Street – Tatort Klassenzimmer in Episode „7“ (Staffel 2)
- Al Ruscio als Mannie Hallman in Der Unsichtbare (1975–1976) in Episode „Blinde sehen mehr“
- Harold J. Stone als Ignatius Cober in FBI (1965–1974) in Episode „25“ (Staffel 4)
- Todd Susman als Lautsprecherstimme (zeitweise) in M*A*S*H (1972–1983)
- Torin Thatcher als John Tyson in Rauchende Colts (1955–1975) in Episode „21“ (Staffel 12)
- Red West als Wild Bill Hillman in Ein Colt für alle Fälle (1981–1986) [1. Synchro (ZDF)] in Episode „Luftkampf“ (Staffel 4)
- James Westerfield als Arthur Blackwell in Bonanza (1959–1973) in Episode „Chris Keller, das Greenhorn“ (Staffel 11)
- Chris Wiggins als Jack Marshak in Erben des Fluchs (1987–1990) [2. Synchro (TV)]
- Victor Wong als Dr. Wong in Die Schöne und das Biest in Episode „Todesmond“ (Staffel 1)
- Terry Wood als Colonel Meroff in Mit Schirm, Charme und Melone (1976–1977) in 1 Episode
- Morgan Woodward als Chuck Easterland in Hunter (1984–1991) in Episode „4“ (Staffel 1)
- Christopher Wray als Kellner in Black Beauty in Episode „Jenny ist verhext“ (Staffel 2)
- Keenan Wynn als Willard 'Digger' Barnes in Dallas (1978–1991) in 10 Episoden
- Richard B. Shull als Lt. Jerry Gillis in Hart aber herzlich (1979–1984) in Episode „Der sechste Sinn“ (Staffel 1)
- Geoffrey Copleston als Alfredo Ravanusa in Allein gegen die Mafia (1984–2001) in Staffel 1–2

### Weitere
- als Mann in Lockruf des Goldes (1975)
- als Bulwar in Captain Future (1978–1979) in 3 Episoden
- als Quorok in Captain Future (1978–1979) in 1 Episode
- als Wirt in Puschel, das Eichhorn (1979) in Episode „24“
- als Erzähler in Die Neuen Abenteuer des He-Man (1990)
- als Pung-Ging in Jim Knopf (2000–2001)
- als Arzt in Mein Bruder der Supermann (1968)
- als Freund am Hafen in Der Swimmingpool (1969)
- als Blutiger Brigadier in Der diskrete Charme der Bourgeoisie (1972)
- als Zöllner in Tim und der Haifischsee (1972)
- als Kapitän in Die tollkühnen Abenteuer des Marco Polo junior (1972)
- als Mann der verletzten Arbeiter bringt in Zwei Himmelhunde auf dem Weg zur Hölle (1972)
- als Dimitri in Ilsa – Die Tigerin (1977)
- als Ramon Serrano in Zwei sind nicht zu bremsen (1978)
- als von Charlie Firpo geweckter Truckfahrer in Zwei sind nicht zu bremsen (1978)
- als Ulz in Herrscher der Zeit (1982)
- als Filmproduzent in Sing Sing (1983)
- als alter Mann in Stryker (1983)
- als Alt-Holzwurm in In der Arche ist der Wurm drin (1988)
- als Hubert (Wilderer) in Bobo und die Hasenbande (1995)